# Le Mesnil-Durdent

Le Mesnil-Durdent este o comună în departamentul Seine-Maritime, Franța. În 1 ianuarie 2022 avea o populație de 17 de locuitori.